# Osmia damascena
Osmia damascena är en biart som beskrevs av Pérez 1911. Osmia damascena ingår i släktet murarbin, och familjen buksamlarbin. Inga underarter finns listade i Catalogue of Life.